# Сімсон Едуард Альфредович
Сімсон Едуард Альфредович (нар. 5 листопада 1955 року в місті Харкові) — визнаний вчений в галузі математичної теорії та чисельних методів оптимізації складних систем і оптимального проектування конструкцій, бізнесмен. Автор 14 патентів, 2 монографій й більше 250 наукових праць в області оптимізації. Доктор технічних наук, професор Національного технічного університету «ХПІ». Академік ІАН України, президент АТ «Українські інформаційні системи». Лауреат Державної премії України в галузі науки та техніки за цикл робіт з розробки теоретичних основ автоматизованого оптимального проектування конструкцій та створення на цій баз зразків сучасної космічної, медичної й турбокомпресорної техніки, Заслужений діяч науки та техніки України, «Харків'янин — 2004» , кавалер ордена Я.Мудрого.

## Освіта
В 1971 р. закінчив спеціалізовану фізико-математичу школу. В 1977 р. закінчив з відзнакою інженерно-фізичний факультет Харківського політехнічного університету (ХПІ) за спеціальністю динаміка та міцність машин.

## Науково-педагогічна діяльність
В 1981 р. захистив кандидатську дисертацію «Оптимізація елементів конструкцій в резонансних режимах». З 1983 р. — вчений Секретар Наукової Ради Академії Наук СРСР по проблемі «Ультразвук». В 1994 р. захистив докторську дисертацію «Розробка теорії та програмного забезпечення оптимального проектування динамічно навантажених конструкцій». З 1981 р. — доцент, з 1992 р. — завідувач кафедрою прикладної математики, з 1994 р. — професор Харківського політехнічного університету, завідувач лабораторії оптимізації складних динамічних систем. 
Автор 27 патентів, 2 монографій та більше 270 наукових робіт в галузі оптимізації.

## Науково-підприємницька діяльність
1988 р. — Президент Інноваційного Центру «Ескорт» — однієї з перших недержавних підприємницьких організацій в сфері науки та технологій (1989–1993 рр. — створення серії унікальних нейрохірургічних та інших медичних приладів, 1989–1995 р.р. створення нового покоління українських малорозмірних турбокомпресорів — більше 80% українського ринку тракторних та комбайнових двигунів). 1995–1997 р.р. Голова Ради акціонерів АТ Дергачівський турбокомпресорний завод, інжинірінгової фірми ЗАТ «Турбо-Веста». 
З 1994 р. Президент Українського Інституту економічного моделювання. Був керівником української групи експертів по Проекту німецької технічної допомоги по реструктуризації Ізюмського оптико-механічного заводу (1993, 1994 р.р.). 
Ініціатор створення германо-франко-української консалтингової групи ФРЕЗЕР-СОФРЕС-УІС, яка перемогла на тендері ЄС ТАСІС «Допомога Уряду України в реструктуризації та приватизації великих підприємств» (1994 р.-1996 р.). Був співголовою Ради Консорціуму, керівником групи українських експертів. Співголова українсько-германської консалтингової групи, яка здійснила економічний аналіз та розробку інвестиційних проектів багатьох провідних підприємств металургійної, переробної, машинобудівної та інших галузей України (1994–1997 р.р.). Керував розробкою технічного завдання ФДМ України та тендерних умов Проекту ЄС ТАСІС «Соціальні наслідки реструктуризації приватизированих підприємств». Створив українську інформаційно-консалтингову групу «АйСі-21», до якої увійшли компанії Інтерфакс Україна, АТ «Українські Інформаційні Системи», АТ "Комп'ютерні системи, Євроіндекс, а також Харківську консалтингову асоціацію. 
Є автором ідеї та концепції виставки-презентації та інформаційних видань (інформаційний каталог та його електронна версія на компакт-диску), які вперше вмістили в одному виданні інвестиційні огляди всіх галузей України, 27 регіонів України, а також більше 1000 інвестиційних пропозицій. Координатор міждержавного українсько-американського проекту «Харківська ініціатива». Є одним з авторів Закону про управління об'єктами державної власності, який розроблявся під егідою Національного Агентства по управлінню державними корпоративними правами. Є одним з розробників інноваційної моделі розвитку Харківської області, механізмів комерціалізації сфери інтелектуального виробництва і залучення інвестицій в «нову економіку» України та регіону. 
В 1993 році створив одну з перших в Україні консалтингових фірм АТ «Українські інформаційні системи», якою було здійснено більше 30 проектів міжнародного, національного та регіонального рівня, в тому числі українсько — американський проект «Харківська ініціатива», українсько-російський економічний бізнес-форум за участю Президентів України та Росії тощо. 
З 2008 року — заступник генерального директора АТ «УПЕК», директор з досліджень та розробок Ідустріальної групи «УПЕК». Завдяки ініціативі Е. А. Сімсона підприємства ІГ «УПЕК» реалізують стратегію освоєння наукомістких промислових продуктів та виведення потенціалу Харкова й області на конкурентний рівень серед світових виробників з високою інтелектуальною складовою. Під керівництвом Е. А. Сімсона на підприємтвах «УПЕК» реалізується масштабний проект КСА-2008 з автоматизації конструкторсько-проектної діяльності інженерних підрозділів, що дало можливість значно скоротити строки розробки та впровадження нових продуктів. 
З 2014 року – Голова відділення машинобудування та розвитку промисловості Північно-Східного Центру НАН та МОН України. 
З 2015 року - член Президії федерації вчених України.
З листопада 2016 року – член Ради з розвитку промисловості при Прем’єр-міністрі України, відповідальний за інновації та стартапи.
З 2016 по 2020 роки – спів-голова підкомітету з наукової підтримки промисловості, розвитку інновацій та стартапів Національного Комітету з розвитку промисловості України. 
З 2016 року генеральний партнер Американського Венчурного Фонду «Phoenix», координатор перших в Україні високотехнологічних бізнес-інкубаторів - «eō Business Incubators», створених в рамках проекта USAID “Competitive Economy Program». 
З 2018 року – Голова Наглядової Ради Української інженерно-педагогічної Академії (м.Харків)

## Консультативна діяльність
1984 р. — 1988 р. — Голова Ради молодих вчених м. Харкова, Голова Ради НТТМ м. Харкова.
1992 р. — 1994 р. Консультант заступника Голови Верховної Ради України.
З 1993 року Президент АТ «Українські інформаційні системи».
1997 р. — Радник Голови Оргкомітету щорічних зборів ЄБРР.
З 1998 по 2000 р. — Радник Міністра Кабінету Міністрів України, Радник Голови Харківської обласної державної адміністрації.
2002 р. — 2003 р. — Радник міського Голови м. Харкова. З 2002 р. — помічник-консультант народного депутата України.
З 2015 року — член Президії федерації вчених України.

## Нагороди
- Лауреат Державної премії України в галузі науки та техніки за цикл робіт з розробки теоретичних основ автоматизованого оптимального проектування конструкцій та створення на цій баз зразків сучасної космічної, медичної й турбокомпресорної техніки[2]
- Золота медаль ім. А.М. Підгорного «За видатний вклад у розвиток науки, техніки та інженерної справи»
- Медаль української федерації вчених